# Пошта (гра)
«Пошта» або «Стукіт листоноші» (англ. Post office) — гра з поцілунками, в яку грають на підліткових вечірках. Про нього згадується в масовій культурі Сполучених Штатів щонайменше з 1880-х років.

## Ігровий процес
Учасники діляться на дві групи — зазвичай на групу дівчат і групу хлопців. Група А залишається на місці, тоді як група Б переходить в іншу кімнату, позначену як «поштове відділення».
Кожен учасник групи А окремо відвідує «поштове відділення». Опинившись там, вони отримують поцілунок від кожного члена групи Б, після чого повертаються назад.
Після того, як всі учасники групи А пройшли по черзі, кімната групи А стає новим «поштовим відділенням», до якого група Б починає надсилати учасників, де вони отримують поцілунок від кожного учасника групи А.

## Варіації
- У варіації «стукіт листоноші» одна людина, обрана групою на роль «листоноші», виходить надвір і стукає у двері. Решта групи обирає іншу людину, щоб вона відчинила двері, і вона платить за «лист» поцілунком. Потім обирають іншу людину листоношею тощо. Гра має багато варіацій. У деяких версіях гральні карти використовуються для вибору, хто по черзі буде листоношею, а хто — відповідачем.
- У варіації «поні-експрес» «поштове відділення» — це шафа або ж воно знаходиться в якійсь іншій темній кімнаті. Гра проводиться так само, але може стати більш інтенсивною. У фільмі 1954 року «Pffft» його описують як «…те саме, що й „Пошта“, але з більшою кількістю „жартів“».
- У Швеції цю гру називають ryska posten («російська пошта»).

## У масовій культурі
- В автобіографії Лори Інґлз Вайлдер «Піонерка» вона перелічує ігри, в які грали на підліткових вечірках, зокрема «Пошту» та «ігри в поцілунки».
- Опублікована в 1929 році книга «Чи потрібен секс?» Джеймса Турбера та Елвіна Брукса Вайта неодноразово згадує поштове відділення та, можливо, схожу гру для вечірок «Подушка» (наприклад, див. с. 43 та с. 49-50 видання 1964 року видавництва «Делл» [авторське право 1950]).
- У комедійній короткометражці Чарлі Чейза «Шепіт Вупі» 1930 року Чарлі наймає трьох диких жінок, які грають у «Пошту» з літніми джентльменами, щоб спробувати укласти угоду з нерухомістю.
- У фільмі 1932 року «Купівельна ціна» група дорослих одружених людей у фермерській громаді влаштовує вечірку (щоб привітати наречених, замовлених поштою) і грає в «Пошту». Одна з жінок заходить в окрему спальню, а потім виходить до головної кімнати і оголошує, що для [ім'я чоловіка] є x листів і y листівок. Чоловік і жінка заходять до спальні, обмінюються, імовірно, поцілунками та обіймами, а потім повертаються до головної кімнати під загальний регіт.
- У фільмі 1932 року «Обійми» (Huddle) змішана група студентів коледжу у піднесеному настрої розмовляє в потязі. Один з юнаків каже: «Давай пограємо в „Пошту“». Одна з молодих жінок зауважує: «Це ж дитяча гра!». Юнак відповідає: «Я в неї не граю!». Цей же жарт (який, можливо, вже тоді не був оригінальним) часто використовувався згодом, наприклад, у короткометражному фільмі Three Stooges 1934 року «Три маленькі свинячі шкурки» та у фільмі Еббота і Костелло 1941 року «Затримай цього привида» (Hold That Ghost). Ебботт і Костелло постійно повторювали цей жарт. Жарт використовувався і в більш пізні часи, наприклад, у фільмі «Мисливці на гангстерів» 2013 року, де герой Раяна Ґослінґа використовує його на персонажі Емми Стоун.
- Згадується Годфрі Скоттом у фільмі «Вбивство в приватному автомобілі» (1934)[2]
- У короткометражному фільмі 1936 року «Три маріонетки» (A Pain in the Pullman), коли маріонеток виганяють з вітальні зірки, Керлі каже: «Я думав, вона хотіла зіграти в „Пошту“!».
- Гра в «Пошту» згадується у фільмі «Поштовий інспектор» 1936 року.
- У першому романі Воллеса Стегнера «Згадуючи сміх» (1937), дія якого відбувається на фермі в Айові, сюжет затьмарюється після вечірки, на якій грають у «Пошту» — гра є прелюдією до емоційної катастрофи.
- У фільмі 1938 року «Завжди є жінка» героїня Джоан Блонделл намагається перешкодити поліцейському обшуку в її квартирі. Коли один з офіцерів обшукує шафу, вона запитує його, що вони шукають, і він каже їй: «Лист», на що вона відповідає: «Уявіть собі, що такий великий чоловік, як ви, хоче погратися в „Пошту“!»
- В оповіданні Ф. Скотта Фіцджеральда «Три години між літаками» (написаному в 1939 році і опублікованому в 1941 році) «Пошта» згадується як гра, яка може викликати страшні заздрощі у дітей.
- У фільмі «Пекельна кухня» 1939 року, після того, як Бак Цезар (Стенлі Філдс) повідомляє «Дітям з глухого кута», що кожна субота в притулку для хлопчиків, де вони живуть, тепер буде «святом» з «гарними, чистими, здоровими видами спорту», один з хлопчиків встає і саркастично каже, на превелику втіху інших хлопчиків: «Тільки не кажи, що ти хочеш, щоб ми грали в „Пошту“».
- В автобіографії Оси Джонсон 1940 року «Я вийшла заміж за пригоди» вона пише, що її бабуся «була моєю самопроголошеною опікункою з того моменту, як стала свідком гри в поцілунок на одному з моїх днів народження…» (с. 71)
- У фільмі 1941 року «Верхи на веселці» Джин Отрі рятує дівчину з річки. Повернувши її до каюти на річковому судні, моряк, який слідував за ними, каже: «Забираймося звідси, поки вони не почали грати в „Пошту“».
- У фільмі «Доки Нью-Йорка» (Docks of New York, 1945), знятому студією East Side Kids, Ганц Голл запитує Лео Ґорсі про те, що міг робити літній добре вдягнений чоловік, який блукає провулком з великим ножем у руках. Почухавши голову, намагаючись розгадати таємницю, Лео відповідає: «Він не грався в „Пошту“».
- В епізоді радіопередачі Люсіль Болл «Мій улюблений чоловік» 1948 року герої на підлітковому танцювальному вечорі грають у «Пошту».
- У короткометражному фільмі 1950 року «Так ти хочеш влаштувати вечірку» Джо (Джордж О'Генлон) та Еліс Макдоукс планують влаштувати вечірку. Джо плутається в запрошеннях гостей, і на вечірці чоловіки грають у «Пошту», неодноразово запрошуючи до кімнати лише Еліс, що дуже засмучує Джо.
- Гра згадується у фільмі 1952 року «Хтиві чоловіки». Вес Меррітт (Артур Кеннеді) застає Джеффа МакКлауда (Роберт Мітчем), який цілує свою дружину, і каже: «(Ти) тут, у коридорі, граєшся у „Пошту“».
- В епізоді «Я люблю Люсі» під назвою «Школа чарівності» (ефір 25 січня 1954 року) Етель згадує, що Фред запропонував їм пограти у «Пошту» напередодні ввечері, коли на їхню звану вечерю прийшла красива гостя.
- У 2-му сезоні «Шоу Люсі», епізод під назвою «Kiddie Parties Inc.». Вівіан розповідає, що в дитинстві грала у «Пошту».
- У телевізійному епізоді програми «Джек Бенні» 1954 року з Фредом Алленом у головній ролі Бенні зненацька бачить Аллена, який ховається у шафі. Коли Бенні запитує, що Аллен робить у шафі, Аллен відповідає: «Граю в „Пошту“. Поцілуй мене!».
- В епізоді «Шоу Джорджа Бернса і Грейсі Аллен» 1954 року, в якому Грейсі Аллен балотується до міської ради, Грейсі розмовляє з начальником поліції. Наприкінці розмови він тисне їй руку і каже: «Було дуже приємно». Грейсі відповідає: «Якщо ви думаєте, що рукостискання — це задоволення, то ви ніколи не грали в „Пошту“». У 6 сезоні, епізод 26 «Вихідні на Лонг-Айленді», що вийшов в ефір у 1956 році, вона двічі згадується як потенційна гра для вечірки.
- У бестселері 1956 року «Пейтон Плейс» 14-й день народження головної героїні Еллісон Маккензі відзначається «грою в поцілунки», тобто «Пошту».
- В епізоді «Залиш це Біверу» 1957 року «Запрошення на вечірку» Бівер йде на дівочу вечірку. Одна з дівчат пропонує пограти у «Пошту».
- У романі Джерома Девіда Селінджера «Сеймур: Вступ» (1959) Бадді описує себе та свого брата як «домашніх», як дітей, і як вони були «ветеранами, які отримували мішок за мішком невідправлених листів», коли грали в цю гру на дитячих вечірках.
- В епізоді «Лише на крок далі» (епізод 3) серіалу 1959 року персонаж Росса Елліота Чарлі Таун каже: «Шкода, мені подобаються ігри для вечірок, такі як пошта. Я в них просто чарівник».
- У своєму незавершеному романі «Відповідь на молитви» Трумен Капоте пише: «Цілувати її, за словами Ділла, було все одно, що грати в „Пошту“ з мертвим і гнилим китом: їй справді потрібен був дантист».
- В епізоді ситкому «Зачаровані» 1967 року під назвою «Я отримую твою няню, ти отримуєш мою козу» бос Дарріна, Ларрі Тейт, не схвалює поцілунки Дарріна і Саманти у всіх на очах у внутрішньому дворику на діловій вечірці для важливого рекламного клієнта. Натякаючи на те, що це може бути розцінено як непрофесійний і, відповідно, сором'язливий вчинок, пан Тейт каже: «Припиніть це. Що, як тебе хтось побачить?… Той, про кого я говорю, Дарріне, — це Рой Чаппел з „Чаппел Бебі Фудс“. Я хочу привести його сюди, щоб він зустрівся з вами, і ми змогли укласти угоду. І я не хочу, щоб він застав тебе за грою в „Пошту“».
- У фільмі 1968 року «Твій, мій і наш» Френк, якого грає Генрі Фонда, йде на побачення з молодим вільнолюбним хіпі. Побачення перериває Гелен, яку грає Люсіль Болл. Поки Френк і Гелен жаліються на проблеми, які вони мають зі своїми дітьми, хіпі каже: «Чому б тобі не висадити мене біля виходу, а потім ви вдвох пограєте в „Пошту“!».
- У фільмі «Стильна штучка» 2002 року Мелані у виконанні Різ Візерспун згадує про гру в поштове відділення в старших класах, під час першої зустрічі зі своїм старим другом Боббі Реєм, якого грає Ітан Ембрі.
- В епізоді «Шоу Енді Гріффіта» (другий сезон) під назвою «Поганий хлопчик Бейлі» Барні згадує, що наприкінці шоу грав у «дворучну „Пошту“».
- В епізоді «Усі в родині» 1975 року під назвою «Друг Едіт», коханий Едіт з дитинства запитує її, чи пам'ятає вона, як грала в «Пошту».
- У спеціальному випуску 1981 року «Вас обслуговують?» «Коріння?», обговорюючи майбутній день народження містера Грейса, хтось згадує про «Стук листоноші», що спонукає місіс Слокомб пригадати: «Ми з місіс Аксельбі грали „Стук листоноші“ на мій день народження минулого року!». Пан Кляйн зауважує: "Чи не застарі ви обидві для «Стуку листоноші?» Пані Слокомб сором'язливо посміхається і каже: «Листоноша так не вважає!»
- Раніше, в епізоді четвертого сезону «О, яке заплутане павутиння», містер Гамфріс згадував, як на тогорічній різдвяній вечірці постукав у двері листоноші і потрапив до нічного сторожа. Містер Лукас сказав містеру Гамфрісу, що йому пощастило, бо він опинився з місіс Слокомб.
- У книзі Андерса Якобссона та Сьорена Олссона 1986 року «Очевидно, Суне», Суне та його друзі грають у гру, коли Суне влаштовує вдома вечірку для своїх друзів.[3] У 1992 році вийшла настільна гра Sune och ryska posten.[4][5]
- В епізоді 1991 року «Нещасний випадок» на своєму дні народження Річі пропонує йому, Едді, Пудгану та Дейву Їжачку зіграти в «Пошту», хоча вони були єдиними присутніми на вечірці.
- В епізоді «Шоу Косбі» 1991 року під назвою «Атака вбивці Б» (сезон 7, епізод 15), після того, як Клер розповідає про те, як вона працювала на пошті під час навчання в коледжі, Кліфф пропонує пограти в «Пошту», поки вони піднімаються сходами нагору.
- Музичний скетч з різдвяного спецвипуску «Дві Ронні» 1993 року включає різних персонажів з казки «Аліса у Дивокраї», які пародіюють поширені різдвяні традиції того часу. Герцогиня (Ронні Баркер) цитує Короля Червових, пропонуючи вечірці «зіграти ще раз „Стук листоноші“».[6]
- На світській вечірці у фільмі «Втрата діаманта-сльозинки» 2008 року Джиммі (Кріс Еванс) призначений листоношею в грі, яка викликає ревнощі у вигнанця-дебютанта Фішера Віллоу (Брайс Даллас Говард).
- В епізоді сьомого сезону «Цілком таємно» «Закриття» Малдер і Скаллі збираються провести спіритичний сеанс, і після того, як Скаллі саркастично зауважує, що не робила цього зі школи, Малдер жартома пропонує пограти в «Листоношу» і покрутити пляшку.
- Один раз гра згадується у фільмі 2002 року «Милий дім Алабама» у сцені, де героїня Різ Візерспун Мелані Кармайкл зустрічається з героєм Ітана Ембрі Боббі Реєм у своєму рідному місті.
- У 8-й серії 2-го сезону «Маминої сім'ї» («Тітка Герт знову їде») гра в «Пошту» згадується кілька разів наприкінці епізоду, зокрема в тому, як Герт і Елвін опиняються разом, як пара.[7]